# Сан Поло
Вижте пояснителната страница за други значения на Сан Поло.
Сан Поло (на венециански: San Poło) е един от шестте административни района на Венеция, известни като сестиери. Разположен в сърцето на историческия център на града, той е един от най-малките, но и един от най-старите венециански квартали, възникнал още през 1097 г. около оживен пазар. Названието си получава по името на църквата „Сан Поло“, разположена в центъра и включваща квартала Риалто.
В западната част на Сан Поло се намират няколко известни църкви, докато в източната са дворците и по-малките жилищни сгради. Забележителностите в района са мостът Риалто, най-старата църква на Венеция – „Сан Джакомо ди Риалто“, църквите „Сан Поло“, „Санта Мария Глориоса дей Фрари“ и „Сан Роко“, дворецът „Палацо Бернардо“.